# Thorite
La thorite è un raro nesosilicato del torio che cristallizza in strutture tetragonali.